# رودولف سیمونسن
رودولف سیمونسن (دانمارکی: Rudolph Simonsen; ۳۰ آوریل ۱۸۸۹ – ۲۸ مارس ۱۹۴۷) آهنگساز اهل دانمارک بود.
از افتخارات وی میتوان به کسب مدال طلا برنز موسیقی ارکستر در بخش مسابقات هنری بازی‌های المپیک تابستانی ۱۹۲۸ اشاره کرد.